# 織田信賁
織田 信賁（おだ のぶあつ）は、江戸時代中期の上野国小幡藩の世嗣。官位は従五位下・越前守。

## 略歴
上野小幡藩5代藩主・織田信右の長男として誕生。
宝暦7年（1757年）に17歳で死去した。